# 辽宁师范大学

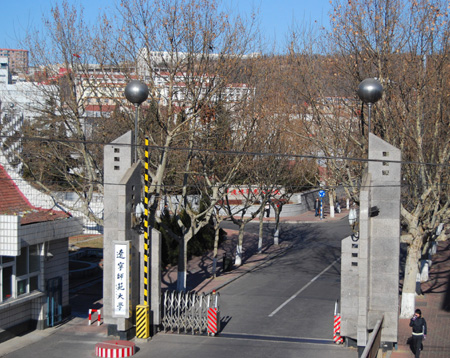
辽宁师范大学（北院入口）

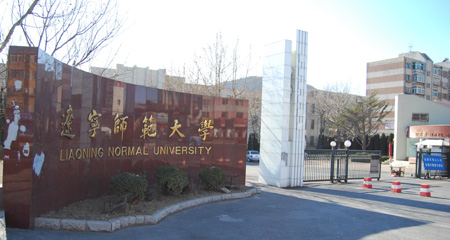
辽宁师范大学（南院入口）

辽宁师范大学是一所位于中國辽宁省大连市的师范类本科高等院校，现设有两个校区（黄河路校区、西山湖校区）。
学校现有教职工1900余人，普通本科在校生14000余人，硕士、博士在校生6500余人，留学生近200人，继续教育学院2000余人，62个在招本科专业，设有21个学院、7个博士后科研流动站，10个一级学科博士点，4个二级学科博士点，2个博士专业学位授权点；24个一级学科硕士点，17个专业学位硕士点；4个辽宁省高等学校一流特色学科（一级学科），其中有3个一级学科入选辽宁省“一流建设学科”；8个辽宁省重点学科；2个ESI国际排名前1%学科。

## 院系设置
- 教育学院（田家炳教育书院）
- 马克思主义学院(政治与行政学院)
- 法政学院
- 生命科学学院
- 历史文化旅游学院
- 地理科学学院
- 计算机与信息技术学院
- 外国语学院
- 体育学院
- 数学学院
- 文学院
- 物理与电子技术学院
- 化学化工学院
- 管理学院
- 美术学院
- 音乐学院
- 继续教育学院
- 国际教育学院
- 心理学院
- 影视艺术学院
- 国际商学院
- 附属中学
- 第二附属中学（初中）

## 历史沿革[2]
1951年9月建校，时称旅大师范专科学校。
1953年4月，更名为大连师范专科学校。
1958年7月，大连师范专科学校和大连外国语专科学校合并，组建大连师范学院。
1960年7月，更名为辽宁师范学院。
1983年12月，更名为辽宁师范大学。

## 外部連結
- 辽宁师范大学